# Ticketbis
Ticketbis (中文：票可易) 是一個用戶可以用來購買和銷售門票的平台。公司由 Ander Michelena和Jon Uriarte兩個西班牙年輕人在2009年創辦，目前已經在31個國家開展業務，成為門票交易類網站(如該行業的巨頭StubHub)中的一個有力競爭者。

## 公司

### 商業模式
Ticketbis作為中介平台，用戶可以在上面自由銷售或購買各類演唱會，體育比賽，戲劇或文化活動等門票。正如大部分二手門票網站一樣，由賣家設定價格，Ticketbis從每筆交易中收取買家和賣家的一部分佣金。
買家購買門票以後，賣家需要在活動開始前將門票寄出。門票的寄送由Ticketbis負責，假如買家沒有按時收到門票，那麼Ticketbis必須要將所付金額退換。
Ticketbis負責與買賣雙方聯繫，價格由賣家自由設定，由於Ticketbis在雙方都收取了一定比例的服務費，所以必須保證門票交付的安全和正確性。

### 歷史
Ticketbis所在的門票交易網站行業最初開始於2000年的美國。當時第一個門票在線買賣平台Stubhub由Eric Baker 和Jeff Fluhr在舊金山創辦，在短時間內獲得了迅速的發展並取得了引人注目的成功，在7年之後被電子商務巨頭eBay以3.1億美元的價格收購。
在2009年，Ander Michelena和Jon Uriarte決定在西班牙成立Ticketbis進軍二手門票交易市場。在開始之初，公司主要將精力放在平台的技術構建上，方便用戶根據不同類型來買賣門票，類型包括了體育比賽，音樂，文化活動等諸多類別。通過改進，在網站透明性，安全性，以及用戶體驗上都取得了一定成績。

### 資金 & 投資人
2009年Ticketbis在開創之際獲得了第一輪40萬歐元的融資。
2011年，第二輪100萬歐元的融資獲得批准，這一次涉及到一些行業知名企業家的參與，如Eneko Knorr（Ideateca的創始人兼CEO以及Hostalia的創始人），Nicholas Churches（Arsys的創始人），Fabrice Grinda（OLX的創始人兼CEO），Alec Oxenford（DineroMail的創始人）和Jose Marin（IG Expansion的創始人兼CEO）。
在接下來的一年Tikctebis 獲得90萬歐元資金，在2013年7月又宣布獲得350萬歐元的資金支持。 公司目前最新的一輪融資達到5百萬歐元。

### 國際化
Ticketbis在公司業務開展一年以後，隨著西班牙國內市場取得成功，開始積極將業務放眼於海外。 2011年Ticketbis創建了旗下意大利，葡萄牙，英國，巴西，墨西哥和阿根廷六國網站。一年之後，又增開了智利網站，2013年增開了哥倫比亞，秘魯，委內瑞拉，俄羅斯，巴拉圭，德國，和烏拉圭的網站。
2014年早期，Ticketbis增開了法國網站，隨後又將業務開拓到了亞洲超過7個國家。
| Year | Country/Region                                                                               |
| ---- | -------------------------------------------------------------------------------------------- |
| 2009 | 西班牙                                                                                       |
| 2011 | 義大利 · 葡萄牙 · 英国 · 巴西 · 墨西哥 · 阿根廷                                              |
| 2012 | 智利                                                                                         |
| 2013 | 哥伦比亚 · 秘魯 · 委內瑞拉 · 俄羅斯 · 巴拉圭 · 德国 · 乌拉圭 · 日本 · 臺灣 · 香港 · 新加坡 · |
| 2014 | 波蘭 · 美国 ·                                                                                |
| 2015 | 印度尼西亞 · 马来西亚 · 菲律賓 · 泰國                                                        |

## 合法性和爭議
Ticketbis業務在EUSTA(歐洲二手門票交易市場)制定的守則下運行，與其他傳統經濟領域一樣，人們對於門票二級市場進行法律規範的呼聲也越來越高。
支持者認為門票二手交易市場的存在僅僅是一個中性市場的體現，利用市場的效率讓買賣雙方各取所需。 “門票永遠也不會自己跑到二手市場中去，除非被人自願按照賣家的報價買走。” 而且，當這些空座位被人坐上以後，主辦方也會在紀念品銷售或特許商品經營方面因此受益。
另一方面，在二手市場中，由於賣家可以自由設定價格，因此可能會利用門票短缺的情況來牟取暴利， 比如一些門票的出售價格甚至比面值高達300%，因而對買家經濟利益造成一定損害。

## 評價
Ticketbis的活動在大眾和媒體之間的評價頗具爭議。公司獲得了部分媒體的支持，但一些持消極態度的用戶則認為這種銷售模式類似詐騙。
部分國際上的媒體認為Ticketbis為用戶提供了一個安全的交易平台，實際上是有助於對抗非法販賣的，特別針對一些熱門足球賽，當用戶急需門票時，可以作為一個有安全保障的中介平台為其提供選擇。
他們聲稱Ticketbis的此類模式是在全球化協作和共享經濟的背景下誕生的，其他一些類似的新型公司還包括有 bookcrossing, couchsurfing, Bluemove, Airbnb等。 
另一方面，有一些用戶認為Ticketbis的行為涉嫌欺詐，主要問題是過高的門票價格，而且缺少可以直接聯繫Ticktebis的電話號碼。在eKomi, TuQuejaSuma 和 Trustpilot（页面存档备份，存于） 這些網站上都有類似的抱怨和評價。
Ticketbis公司則宣稱保障每一筆交易的安全並許諾門票都會真實有效。對於價格的差異，解釋說是因為用戶可以自由得設定價格。